# Чалик
Чали́к (рум. Cealîc) — село в Тараклійському районі Молдови, є центром комуни, до якої також відносяться села Кортенул-Ноу та Самурза.